# Distretto di Songshan (Taipei)
Il distretto di Songshan (cinese tradizionale: 松山區; mandarino pinyin: Sōngshān Qū) è un distretto di Taipei. Ha una superficie di 9,29 km² e una popolazione di 210.988 abitanti al 2013.